# Profectio
Від'їзд імператора (лат. profectio) — церемоніальний від'їзд консула, як полководця, в Республіканському Римі або імператора під час доби Римської імперії. Являв собою урочистий релігійний ритуал, що відзначався як державне свято.
Святкували урочистий від'їзд Римського імператора не лише з Рима, але й з інших імператорських столиць, таких як Медіолан, тощо. Як правило такі святкові від'їзди відбувались з нагоди якоїсь великої військової кампанії .
Сцени урочистого виїзду імператора зображувалися на рельєфних скульптурних композиціях у храмах та на колонах, а також карбувались спеціальні монети з цієї нагоди.
Протилежною (за змістом, але не значенням) урочистою святковою церемонією був в'їзд (повернення) імператора до Рима після переможного походу або іншої урочистої події — Adventus.

## Історія
Величезні розміри Римської імперії та довгий час, необхідний для того, щоб дістатись східного чи західного боку країни та повернутись назад, призвели до того, що час, коли імператори переїжджали з Риму, щоб рухатися по теренах країни — щоб захищати кордони, вести війни чи з інших причин, відзначався як особлива урочиста і важлива подія.
На честь цієї події створювались скульптурні композиції та інші твори мистецтва. Після того, як повідомлялось про організацію Profectio, римляни проводили підготовку до наступної церемонії, а війська збирали амуніцію та готувались до військового походу.

## Монети на честь Profectio
В Стародавньому Римі на часть від'їзду імператора карбувались монети. На них імператор зображувався на коні, у військовій формі. За ним могли йти легіонери або сама богиня Вікторія. У деяких випадках богиня зображалась, тримаючою у правій руці ваги, а в лівій — ріг достатку, тощо.
| Profectio (Виїзд імператора) на монетах Римської імперії | Profectio (Виїзд імператора) на монетах Римської імперії | Profectio (Виїзд імператора) на монетах Римської імперії                                                              | Profectio (Виїзд імператора) на монетах Римської імперії                                                                                                  | Profectio (Виїзд імператора) на монетах Римської імперії | Profectio (Виїзд імператора) на монетах Римської імперії | Profectio (Виїзд імператора) на монетах Римської імперії                                                                    |
| Зображення                                               | Тип монети                                               | Аверс | Реверс | Дата | Вага; діаметр                                            | Каталогізація |
| -------------------------------------------------------- | -------------------------------------------------------- | --- | --- | --- | -------------------------------------------------------- | --- |
|                                                          | Ауреус                                                   | IMP Traiano OPTIMO AVG GER DAC P M TR P, голова у вінку, бюст з кирасою.                                              | PROFECTIO AUGUSTI, Traiano, у військовому одязі на коні імператор їде праворуч, перед ним солдат, а за ним троє, що символізують військову «колону».      | кін. 113 р. — поч. 114 р. | 7,35 гр.; Монетний двір Риму                             | Roman Imperial Coinage (RIC) Traianus, II, 297; BMC 512 var. Calicó 986a. Cohen 40 var. Hill 690.                           |
|                                                          | Сестерцій                                                | M ANTONINVS AVG TR P XXIIII, голова Марка Аврелія у вінку, що дивиться праворуч;                                      | Profectio Марка Аврелія на коні, тримаючи спис, що їде праворуч, перед ним римський солдат, а за ним три.                                                 | 170 р. | 29 мм, 25.04 гр.;                                        | RIC Marcus Aurelius, III 977; MIR 18, 191-6/30; Cohen 502.                                                                  |
|                                                          | Денарій                                                  | L SEPT SEV PERT AVG IMP VIII, голова у вінку, що дивиться праворуч, у військовій формі (Paludamentum);                | PROFECTIO AUG, Септимій Север на коні виїжджає на східний фронт із списом у руці.                                                                         | 197 р., похід Септіма Севера. | 2.85 гр.;                                                | RIC Septimius Severus, IVa, 494; BMC 466; Cohen 580.                                                                        |
|                                                          | Денарій                                                  | AD ANTONINVS PIVS AVG BRIT, увінчана голова, що дивиться праворуч;                                                    | PROFECTIO AVG, Каракала стоїть, тримаючи спис; за ним дві військові хоругви.                                                                              | монета, ймовірно, викарбована, коли Каракалла став наступником свого батька, після смерті брата Гети, між 212 і 213 рр. Присвячена виїзду Імператора, коли він вирушає у військовий похід на північний фронт. | 2.74 гр; Монетний двір Риму                              | RIC Caracalla, IV, 225; BMCRE 97; RSC 508.                                                                                  |
|                                                          | Сестерцій                                                | IMP SEV ALEXANDER AVG, голова, що дивиться направо, з накидкою на плечі;                                              | ROFECTIO AVGVSTI, Олександр Северус на коні, тримаючи спис, перед яким богиня Вікторія праворуч, тримаючи корону.                                         | 231/232 р. | 3.38 гр.;                                                | RIC Alexander Severus, IVb, 596; Cohen, 492.                                                                                |
|                                                          | Медальйон                                                | IMP PROBV-S P F AVG, увінчана голова з кирасою, зверненою праворуч, тримає спис і щит, прикрашений сценами profectio; | MON-ETA AV-G], три богині, що стоять попереду, звернувши голови вліво, біля ніг трьох божеств стоять мішки з грошима, а також роги достатку в лівій руці. | ймовірно, викарбована коли імператор з Риму від'їзжав на фронт у 276 або 281 р. | 22,66 гр.;                                               | Gnecchi II pg. 118, 24 and pl. 120, 5; Pink VI/I, pg. 59; Toynbee -; Dressel -; BMCREM pg. 74, 3; MRV -; MFA 77; Cohen 376. |